# Culicoides jurbergi
Culicoides jurbergi är en tvåvingeart som beskrevs av Felippe-bauer 2005. Culicoides jurbergi ingår i släktet Culicoides och familjen svidknott.
Artens utbredningsområde är Peru. Inga underarter finns listade i Catalogue of Life.